# Tiago Tomás
Tiago Barreiros de Melo Tomás (Lissabon, 16 juni 2002) is een Portugees voetballer die doorgaans als aanvaller speelt. Hij verruilde Sporting Lissabon in juli 2023 voor VfL Wolfsburg.

## Clubcarrière
Tomás speelde zes seizoenen in de jeugdopleiding van Sporting Lissabon. Hiervoor debuteerde hij op 1 juli 2020 in de Primeira Liga, tegen Gil Vicente. In zijn debuutseizoen speelde hij vijf competitieduels. Op 24 september 2020 maakte hij zijn eerste competitietreffer, tegen Aberdeen in de Europa League. Tomás speelde in zijn tweede seizoen in de hoofdmacht dertig competitierondes, maar in meer dan de helft daarvan begon hij op de bank. Zijn dertien optredens in de eerste seizoenshelft van 2021/22 waren allemaal als invaller. Sporting verhuurde hem in januari 2022 voor anderhalf jaar aan VfB Stuttgart. Daarmee behield hij zich twee seizoenen op rij in de Bundesliga. Tomás was in zijn eerste halfjaar bij de Duitsers basisspeler, maar begon in 2022/23 ook regelmatig vanaf de bank. Stuttgart had een optie tot koop voor 15 miljoen euro, maar lichtte die niet. Tomás bleef alsnog in Duitsland door in juli 2023 voor vier seizoenen te tekenen bij VfL Wolfsburg.

## Clubstatistieken
| Seizoen     | Club              | Competitie    | Competitie | Competitie | Beker | Beker | Internationaal | Internationaal | Totaal | Totaal |
| Seizoen     | Club              | Competitie    | Wed.       | Dlp.       | Wed.  | Dlp.  | Wed.           | Dlp.           | Wed.   | Dlp.   |
| ----------- | ----------------- | ------------- | ---------- | ---------- | ----- | ----- | -------------- | -------------- | ------ | ------ |
| 2019/20     | Sporting Lissabon | Primeira Liga | 5          | 0          | 0     | 0     | —              | —              | 5      | 0      |
| 2020/21     | Sporting Lissabon | Primeira Liga | 30         | 3          | 5     | 1     | 2              | 2              | 37     | 6      |
| 2021/22     | Sporting Lissabon | Primeira Liga | 13         | 0          | 5     | 3     | 5              | 0              | 23     | 3      |
| Club totaal | Club totaal       | Club totaal   | 48         | 3          | 10    | 4     | 7              | 2              | 65     | 9      |
| 2021/22     | → VfB Stuttgart   | Bundesliga    | 14         | 4          | 4     | 1     | —              | —              | 18     | 5      |
| 2022/23     | → VfB Stuttgart   | Bundesliga    | 27         | 3          | 2     | 0     | —              | —              | 29     | 3      |
| Club totaal | Club totaal       | Club totaal   | 41         | 7          | 6     | 1     | 0              | 0              | 47     | 8      |
| 2023/24     | VfL Wolfsburg     | Bundesliga    | 0          | 0          | 0     | 0     | —              | —              | 0      | 0      |
| Club totaal | Club totaal       | Club totaal   | 0          | 0          | 0     | 0     | 0              | 0              | 0      | 0      |

Bijgewerkt t/m 8 juli 2023

## Interlandcarrière
Tomás speelde voor Portugal onder 17, 18, 19 en 21. Hij nam met Portugal –17 deel aan het EK –17 van 2019 en bereikte met Portugal –21 de finale van het EK –21 van 2021.

## Erelijst
| Kampioen Primeira Liga        | 1x | 2020/21          |
| Taça da Liga                  | 2x | 2020/21, 2021/22 |
| Supertaça Cândido de Oliveira | 1x | 2021             |